# کندال (سیریک)
کندال، روستایی در دهستان بمانی بخش بمانی شهرستان سیریک در استان هرمزگان ایران است.

## جمعیت
بر پایه سرشماری عمومی نفوس و مسکن در سال ۱۳۹۵، جمعیت این روستا برابر با ۹۸۲ نفر (۲۳۲ خانوار) بوده‌است.